# Großsteingräber auf der Buschhöhe
Die Großsteingräber auf der Buschhöhe, auch als Werpeloh IV + V bezeichnet, Sprockhoff-Nr. 825 + 826, liegen zwölf Meter voneinander entfernt, etwa einen Kilometer östlich der Ortschaft Werpeloh in der Samtgemeinde Sögel, im Landkreis Emsland in Niedersachsen. Ob die relativ kleinen Anlagen, mit einer (ggf. sogar gemeinsamen) Umfassung versehen waren, ließ sich nicht ermitteln. Sie entstanden zwischen 3500 und 2800 v. Chr. und sind Megalithanlagen der Trichterbecherkultur (TBK).

## Werpeloh IV

"Werpeloh
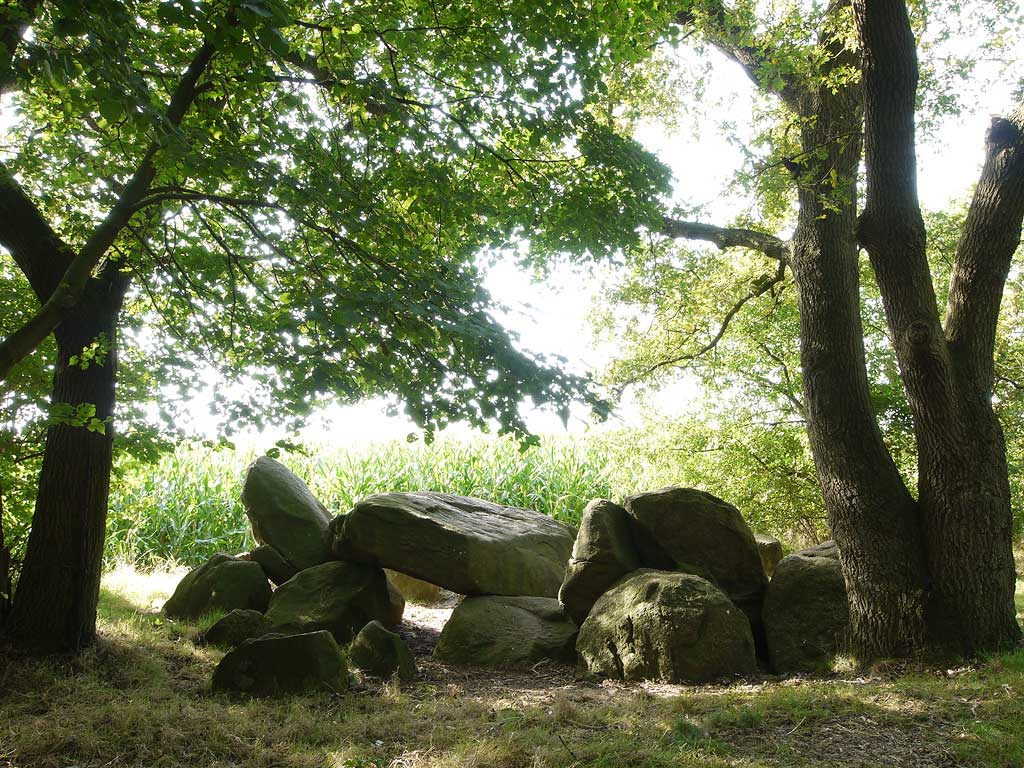
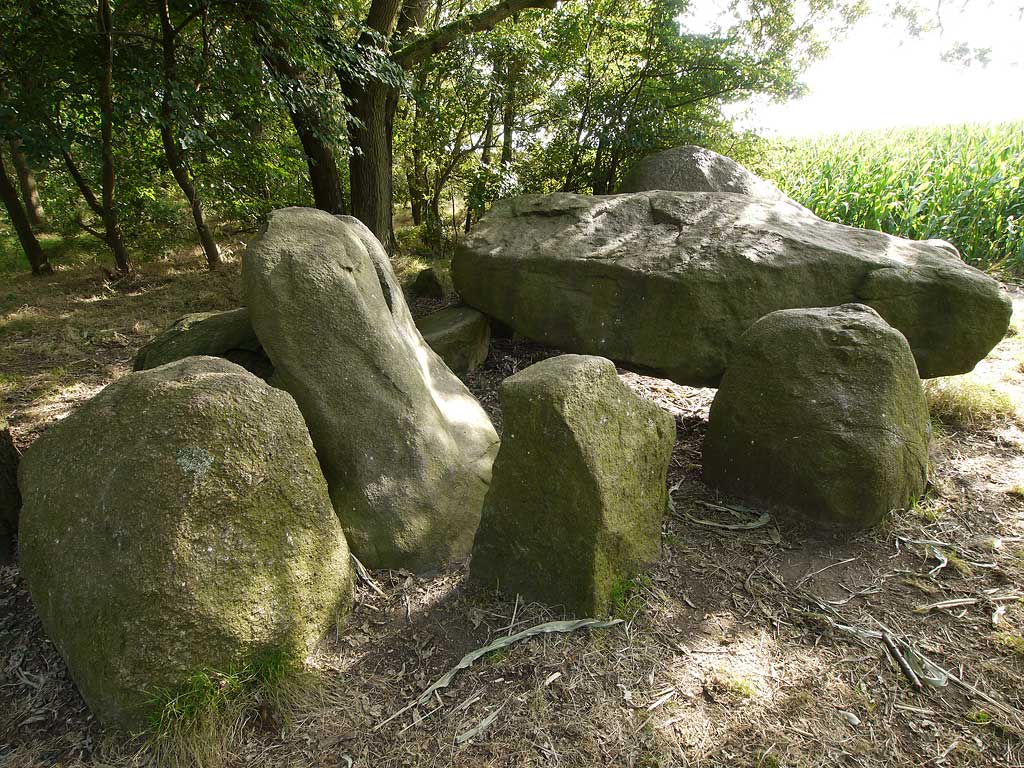
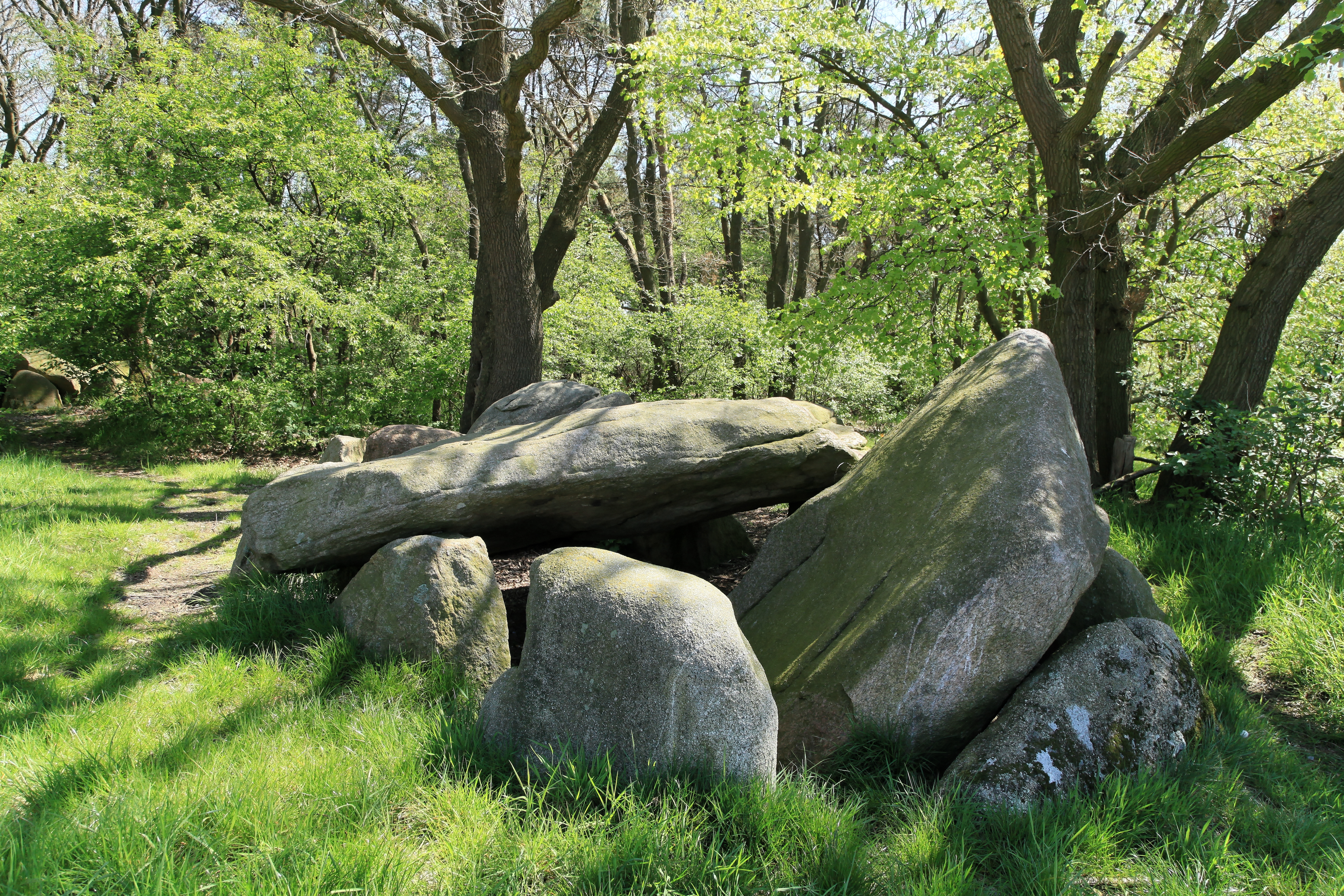

Die Ost-West orientierte Anlage Werpeloh IV ist fast vollständig erhalten. Ihr Zugang befindet sich in der südlichen Längsseite. Alle zehn Trag- und drei in Dreipunktauflage aufgelegten Decksteine sind zumindest teilweise erhalten, der mittlere Deckstein ist vollständig. Die Megalithanlage ist ein Ganggrab, ihre Kammer hat eine Breite von 2,7 Meter bei einer Länge von 6,3 Meter.
- Werpeloh IV

## Werpeloh V
Die Anlage Werpeloh V ist auch gut erhalten. Sie ist für lokale Verhältnisse ungewöhnlicherweise Nord-Süd orientiert. Der im Emsland seltene Typ des Großdolmen, hat seinen Zugang an der südlichen Schmalseite. Alle zwölf Deck- und Tragsteine sind noch vorhanden. Die recht kurze Kammer hatte eine Breite von 1,8 Meter und eine Länge von 3,7 Meter.
- Werpeloh V

"Werpeloh
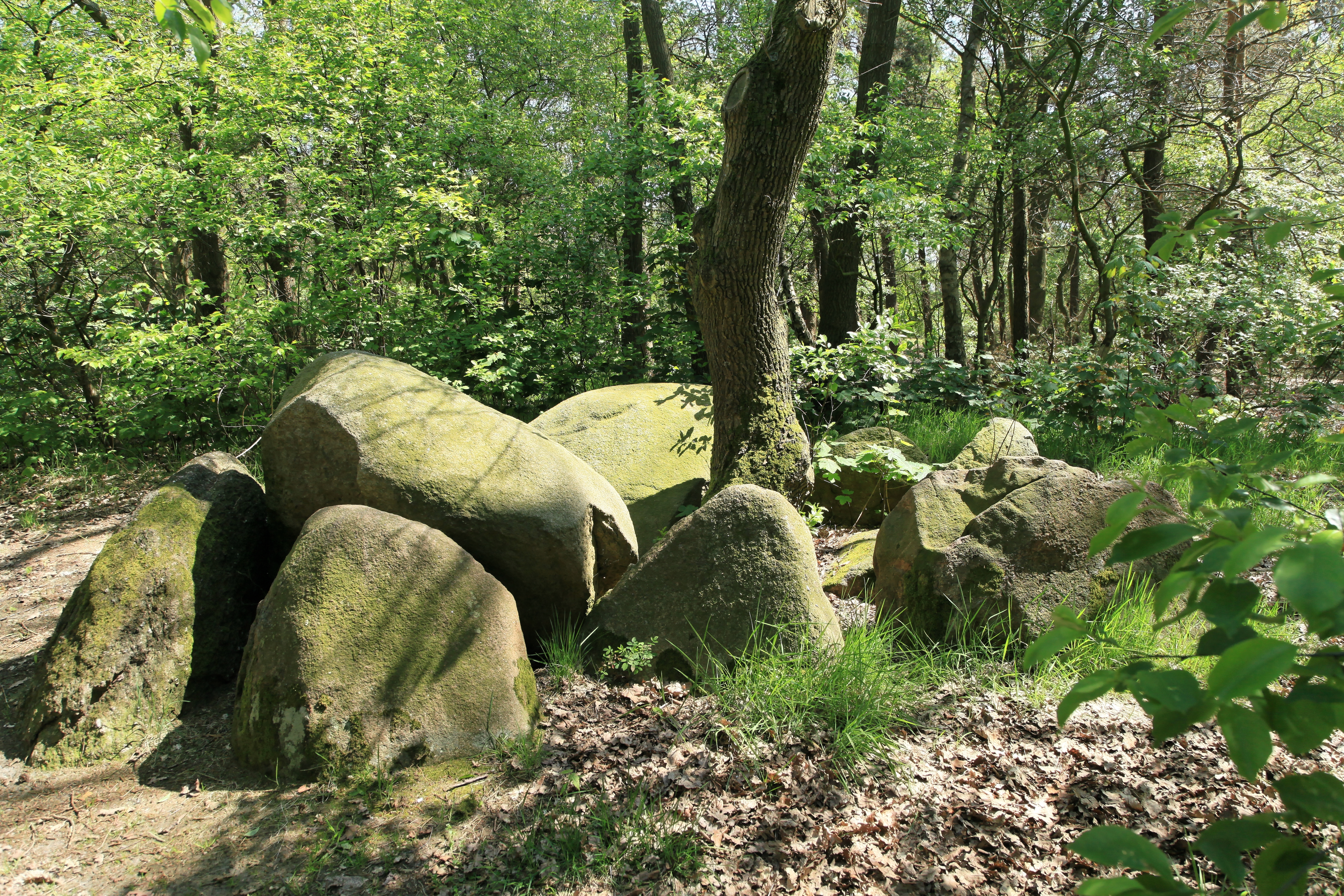
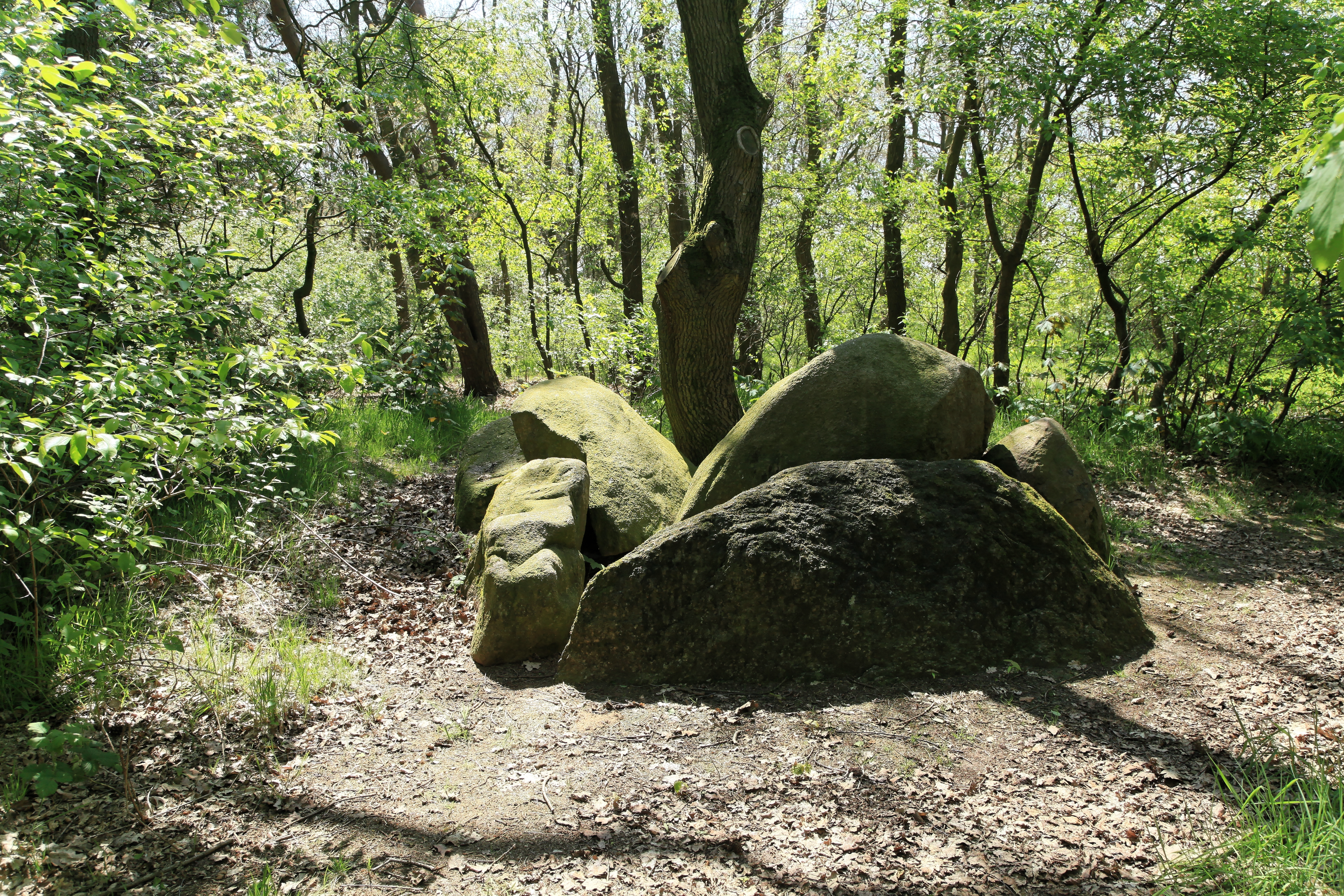
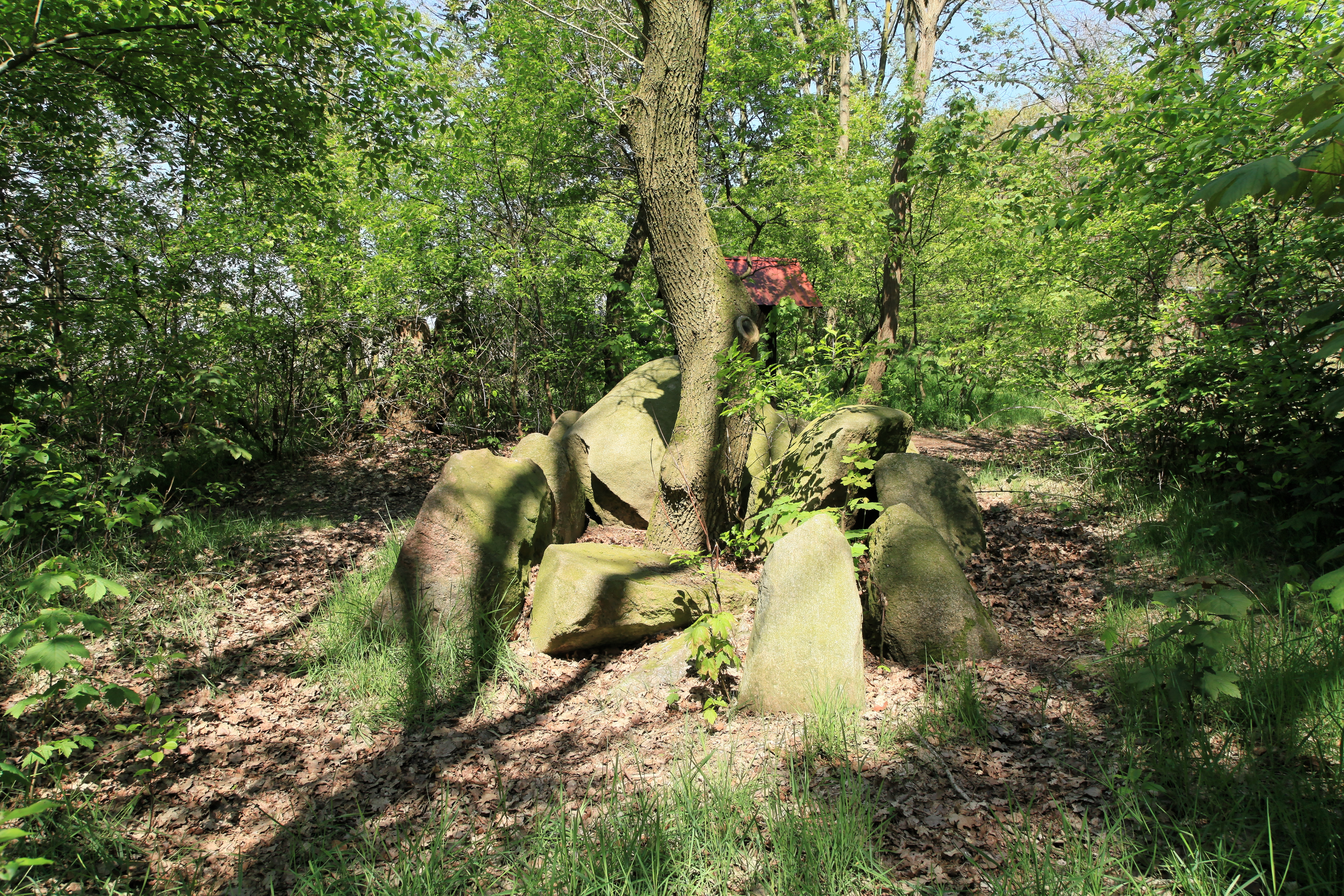

In der Nähe liegen das Steenhus von Werpeloh (Sprockhoff-Nr. 822) sowie das Großsteingrab Werpeloh II (Sprockhoff-Nr. 823) und Großsteingrab Werpeloh III (Sprockhoff-Nr. 824).